# ガルダ (ガンダムシリーズ)
- 機動戦士Ζガンダム > 地球連邦軍の艦船およびその他の兵器 > ガルダ (ガンダムシリーズ)
- 機動戦士ガンダムUC > 地球連邦軍の艦船およびその他の兵器 > ガルダ (ガンダムシリーズ)

ガルダは、アニメ作品群「ガンダムシリーズ」のうち、宇宙世紀を舞台にした作品に登場する架空の艦艇。地球連邦軍の開発した超大型空中輸送機の等級である。

## デザイン
メカニックデザインは藤田一己。アニメ『未来少年コナン』に登場する爆撃機ギガントをイメージしてデザインしたという。

## 設定解説
全長317m、全幅524mの超大型輸送機（空中輸送艦と表記されることもある）。
内部の大半が貨物スペースで占められており、最大積載量は9,800トン。大気圏内を飛行する機体としては史上最大級の輸送機である。
後部にメインハッチ、両主翼下にサイドハッチ（開口部の大きさはメインのそれを上回る）、機首艦橋基部下にサブフライトシステム (SFS) 用の小型ハッチと収納用の立体格納庫を有する。
ミノフスキー核融合炉と熱ジェット/スクラムジェットエンジンの組み合わせにより、航続距離にほとんど制限はない。
本来の目的は地球上層部を周回飛行する成層圏プラットフォームであり、地球全土を6分割した各地域に1機ずつのガルダを配備することによって全域の防空を担うという計画であったが、グリプス戦役で1機撃墜されたうえに製造コストの問題で配備機数が揃わず、構想のままで終わる。国防以外にも飛行中に空中回収したシャトルを整備し、ブースターを取り付けてそのまま再打ち上げすることも可能であるほか、その任務は気象観測などの多岐にわたる。しかし、ロケットブースターなどの重量物の積み込みのためには地上に降下せざるをえない。陸上と海上のどちらからでも離着陸や離着水が可能であるが、本機を運用できる巨大な滑走路を備えた大規模飛行場は、ジャブローやキャリフォルニア・ベースなど、ごく限られた地域にしか存在しない。
SFSのほか、モビルスーツ (MS) も多数搭載できる。グリプス戦役のエゥーゴによるジャブロー攻略戦の際には、自爆する同基地を脱出するエゥーゴのMS部隊をアウドムラとスードリの2隻でほとんど収容できており、収容能力はきわめて高い。しかし、モビルフォートレス形態のサイコガンダムはその巨大さゆえ、牽引はできても収容はできない。
当初、武装は対空機銃程度でメガ粒子砲などは備えていないため、各ハッチからや機体上面に出たMSが砲台代わりを務める。
アウドムラはルオ商会による補給後はダカールやキリマンジャロ基地での戦いの際にミサイルを多数装備し、ダカール基地から発射された地対空ミサイルに対しては対空メガ粒子砲も多数装備して乱射する。メロゥドとの戦いでは互いにミサイルを多数発射しあう。小説『機動戦士ガンダムUC』では、メガ粒子砲や対空機銃がネオ・ジオンのフラストを戦慄させるくらいあり、その対空砲火は脅威であると書かれている。

## 同型艦
ガルダ級の総数は資料によって異なるが、4機または5機とされていた。テレビ版『機動戦士Ζガンダム』放送中の富野由悠季の発言によれば、当初ガルダは4機しか存在しない（それぞれ東西南北の神の名を付ける）つもりだった、増えたとしても6～7機だろうとのことである。劇中ではエゥーゴが奪取したほか、連邦軍もカラバに渡されたアウドムラを何度も手に入れようとするなど、戦略上貴重な機体である描写がなされている。『Ζ』の舞台は宇宙世紀0087-0088年であるが、0096年を描いた『機動戦士ガンダムUC』では6機の構想とされており、大半が喪失したと解説されている。0090年を描いた漫画『機動戦士ガンダム MSV-R ジョニー・ライデンの帰還』でも6機存在するとしているが、その当時までに失われたものはティターンズにより撃墜された1機のみであるとされる。

### ガルダ
Garuda
ガルダ級のネーム・シップ。機体色はブルーグレー。『機動戦士ガンダムUC』において、ビスト財団の虜囚となったミネバ･ザビ、及び鹵獲されたユニコーンガンダム（1号機）を宇宙に移送するためのシャトル中継基地として登場。ユニコーンガンダム2号機 バンシィが1号機を拘束、移送している途中にスベロア・ジンネマンとガランシェール隊による妨害を受ける。混乱の最中、機上でユニコーンガンダム同士が激突するも、各陣営ともにガルダへの損傷を避けて戦闘を展開したため航行に支障は生じていない。
小説版『機動戦士Ζガンダム』の冒頭において、テンプテーションを打ち上げた機体が「ガルダ」と呼ばれている。
漫画『ジョニー・ライデンの帰還』では、0090年にゴップ議長の指示のもと、ジャブロー上空で「ミナレット」の探索任務に当たる。なお、劇中では「ガルダ級」としか呼称・表記されていないものの、ジャブロー基地のモニターには "GARUDA CLASS GARUDA" と表示されている。
小説版『機動戦士ガンダムUC』では、戦闘の余波により爆散している。
乗組員
ゲスト
- マーサ・ビスト・カーバイン
- アルベルト・ビスト
- ミネバ・ラオ・ザビ

艦載機
ラプラス事変
- RAS-96 アンクシャ
- MSN-001A1 デルタプラス

### アウドムラ
Audhumla
機体色はオレンジ。元々は地球連邦軍のジャブロー基地に配備されていたが、エゥーゴがジャブロー侵攻作戦時にスードリとともに奪取する。のちに宇宙へ帰還困難なMSともどもカラバへ譲渡され、ハヤト・コバヤシ指揮のもと、カラバの空中拠点となる。機体にはシャトル用のブースターが備え付けられており、このブースターを使ってカミーユ・ビダンとクワトロ・バジーナを宇宙へ送り出した。また、軍船ながら石鹸「ヘレン・ヘレン」が常備されている。
『機動戦士ガンダムΖΖ』では、第一次ネオ・ジオン抗争でのダブリンに対するコロニー落としの際、避難する民間人を救助するために現地へ急行。避難民を乗せて飛行中に、ネオ・ジオンのラカン・ダカラン率いるドライセン隊の攻撃を受けそうになるも、ジュドーの駆るZZの活躍で難を逃れる。しかし、戦闘中にコロニーが落着、その衝撃波を機体全体に受け、ブリッジの操船要員が全滅した。他要員は全て出撃していた為にアンコントロールとなり次第に降下していく中、エゥーゴ所属のアーガマクルーが機体上部からゼータの支援でドダイ改から割れた監視窓に空中で機内に乗り移り、操船を引き継いだことで避難民と共に損傷するも、船体だけは無事帰還を果たす。
ゲームブック『機動戦士ガンダム シャアの帰還』では第一次ネオ・ジオン抗争後、カラバが連邦軍に吸収されたために本機も接収されている。主にレアメタル類やMS・シャトルの運送に使用される。
乗組員
指揮官／艦長
- ハヤト・コバヤシ

パイロット
- カミーユ・ビダン（グリプス戦役）
- クワトロ・バジーナ（グリプス戦役）
- アムロ・レイ（グリプス戦役、第一次ネオ・ジオン抗争（小説版））

その他
- ベルトーチカ・イルマ(グリプス戦役)

艦載機
グリプス戦役
- RMS-179 ジムII
- MSA-003 ネモ
- RMS-099(MSA-099) リック・ディアス
- MSN-00100 百式
- MSZ-000 零式（漫画『機動戦士Ζガンダム Define』）
- RX-178 ガンダムMk-II
- MSΖ-006 Ζガンダム（テレビ版）
- MSK-008 ディジェ（テレビ版）
- ド・ダイ改（サブフライトシステム）

第一次ネオ・ジオン抗争
- RGM-86R ジムIII
- RMS-099B シュツルム・ディアス（小説版）
- ド・ダイ改（サブフライトシステム）

### スードリ
機体色は緑。地球連邦軍所属で、ジャブロー基地でアウドムラと共にエゥーゴが奪うも、テレビ版『機動戦士Ζガンダム』では、ケネディ空港でブラン・ブルターク少佐に制圧される。劇場版『機動戦士Ζガンダム』では、第一作でヒッコリーに向かうアウドムラと別のルートをたどることが語られ、第二作では何も語られないままブラン・ブルターク少佐が指揮する機体として登場。アウドムラを追撃し、ブラン少佐の戦死後はベン・ウッダー大尉が指揮し、サイコガンダムと合流するなどして交戦する。サイコガンダムを除いたMS部隊が全滅したことによってベン大尉はアウドムラへの特攻を決意するが、アムロのリック・ディアスが使用していたドダイ改がシャトル格納庫に突っ込み爆発、更にシャトルの1機が誘爆を引き起こし火の手が艦全体に回り爆散した。
乗組員
指揮官／艦長
- ブラン・ブルターク（初期）

副官
- ベン・ウッダー（後期指揮官兼任）

パイロット
- ロザミア・バダム
- フォウ・ムラサメ

艦載機
- RMS-106 ハイザック
- NRX-044 アッシマー
- MS-11 アクト・ザク
- ORX-005 ギャプラン
- MSA-003 ネモ（連邦軍ジムIIカラー）
- MS-06M マリン・ハイザック
- MRX-009 サイコガンダム（格納はできないため、機外に牽引）
- ベースジャバー（サブフライトシステム）

### メロゥド
機体色は灰色。地球連邦軍所属。「メロウド」と表記される場合もある。
ジェリド・メサが指揮官となり、キリマンジャロからダカールへ向かうアウドムラを追撃。エゥーゴ・カラバと交戦したが、アムロ・レイの操縦するディジェの猛攻を受けブリッジを破壊される。
『機動戦士ガンダムΖΖ』ではネオ・ジオン軍に接収され、ラカン・ダカランが指揮官となる。スペース・コロニーが落着するダブリンからの市民の脱出を妨害する。
乗組員
指揮官／艦長
- ジェリド・メサ（グリプス戦役）
- ラカン・ダカラン（第一次ネオ・ジオン抗争）

艦載機
グリプス戦役
- RMS-106 ハイザック
- RMS-108 マラサイ
- RMS-154 バーザム
- NRX-044 アッシマー
- RX-160 バイアラン
- ベースジャバー（サブフライトシステム）

第一次ネオ・ジオン抗争
- AMX-011 ザクIII
- AMX-009 ドライセン
- ベースジャバー（サブフライトシステム）

### その他
ハービィ
雑誌企画ホビージャパン掲載のフォトストーリー『ジオンの星 MOBIL SUIT in ACTION』に登場。旧ジオン軍捕虜パイロット達により編成された連邦軍特殊部隊 第13独立機動戦隊｢ドラグゥン13｣の母艦。キリマンジャロを哨戒している。指揮官はラス・ハンニバル大佐。
ガーウィッシュ
ゲーム『機動戦士ガンダムF91 フォーミュラー戦記0122』に登場。地上シナリオでのプレイヤー・キャラクターの母艦。地球連邦軍所属で艦長はレイラ・ビアス大佐。
アルバトロス
漫画『機動戦士Ζガンダム ユーロサーカス』（『サイバーコミックス』11号に掲載）に登場。艦長はメル少佐。
フリーデン
ゲーム『SDガンダム GGENERATION CROSS DRIVE』に登場。機体色は緑。
カラバに所属するジャミル・ニート率いるフリーデン隊の母艦というゲームオリジナル設定。元になったのは『機動新世紀ガンダムX』に登場するフリーデンで、同艦の代わりに登場する。
名称不明機
雑誌企画『ガンダム・センチネル』の小説部分で「ガルダ」とだけ呼ばれているオレンジの艦が登場し、リョウ・ルーツらの搭乗するGコアやシグマン・シェイドのΖプラスを着艦させる。ここでは当初の4機以降にも追加分が運用されていることが示されている。
また、映画『機動戦士Ζガンダム A New Translation』では、紺青色の機体もブラン・ブルタークによって運用される。